# Forças de Suporte Rápido
Forças de Suporte Rápido (em árabe: قوات الدعم السريع) 
são uma força paramilitar do Sudão anteriormente operada pelo governo sudanês. As Forças de Suporte Rápidas desenvolveram-se a partir das milícias Janjaweed e são compostas principalmente pelos membros dessas milícias que lutaram em nome do governo sudanês durante a Guerra de Darfur, matando e estuprando civis e incendiando suas casas. As ações das Forças de Suporte Rápidas em Darfur foram qualificadas como crimes contra a humanidade, de acordo com a Human Rights Watch.
As Forças de Suporte Rápidas são administradas pelo Serviço Nacional de Inteligência e Segurança, embora durante operações militares sejam comandadas pelas Forças Armadas do Sudão. Em junho de 2019, o comandante das Forças de Suporte Rápidas é o general Mohamed Hamdan Dagalo ("Hemetti"). Durante a crise política sudanesa de 2019, a junta militar que assumiu o controle do país empregou as Forças de Suporte Rápidas para reprimir violentamente manifestantes pró-democracia. Juntamente com outras forças de segurança, realizou o massacre de Cartum em 3 de junho de 2019.
Em 2023 as Forças de Suporte Rápidas entraram em conflito com as Forças Armadas do Sudão em uma tentativa de tomar controle do país, resultando em uma guerra civil.

## Origem
As Forças de Suporte Rápidas tem suas raízes nas milícias Janjaweed usadas pelo governo sudanês em suas tentativas de combater a insurgência antigovernamental durante a Guerra do Darfur. A força foi formada oficialmente em agosto de 2013 sob o comando do Serviço Nacional de Inteligência e Segurança, após uma reestruturação e reativação das milícias Janjaweed para combater grupos rebeldes na região de Darfur e nos estados de Cordofão do Sul e do Nilo Azul, após ataques conjuntos de rebeldes da Frente Revolucionária do Sudão no norte e sul do Cordofão em abril de 2013.

## Liderança e efetivos
As Forças de Suporte Rápidas são lideradas por Mohamed Hamdan Dagalo ("Hemetti"), que é seu líder desde que foi criada em 2013 ou 2014. Em setembro de 2019, o irmão de Hemetti, Abdul Rahim Hamdan Dagalo, foi nomeado vice-chefe.
Foi estimado pela Human Rights Watch como tendo entre 5 000 e 6 000 homens em fevereiro de 2014 em Darfur. Em 2016-2017, as Forças de Suporte Rápidas tinham 40 000 membros participando da Guerra Civil do Iêmen. No final de outubro de 2019, 10 000 haviam retornado ao Sudão. Em julho de 2019, cerca de 1 000 homens das Forças de Suporte Rápidas estavam presentes na Líbia, apoiando o Exército Nacional Líbio comandado por Khalifa Haftar.

## Guerra do Darfur
Durante a guerra em Darfur, em 2014 e 2015, as Forças de Suporte Rápidas "atacavam vilarejos repetidamente, queimavam e saqueavam casas, espancando, estuprando e executando aldeões", auxiliados pelo apoio aéreo e terrestre das Forças Armadas do Sudão. As execuções e estupros das Forças de Suporte Rápidas normalmente ocorria em aldeias depois que os rebeldes haviam partido. Os ataques foram sistemáticos o suficiente para se qualificarem como crimes contra a humanidade, de acordo com a Human Rights Watch.

## Envolvimento em guerras civis internacionais

### Guerra Civil da Líbia
Durante a campanha do oeste da Líbia iniciada em julho de 2019 na Segunda Guerra Civil Líbia, cerca de 1 000 soldados das Forças de Suporte Rápidas estiveram presentes na Líbia, apoiando o Exército Nacional Líbio comandado por Khalifa Haftar e baseado em Tobruk, que estava lutando contra o Governo do Acordo Nacional, internacionalmente reconhecido, com sede em Trípoli.

### Guerra Civil do Iêmen
As Forças de Suporte Rápidas participaram da Guerra Civil Iemenita, apoiando as forças pró-governo Hadi. Tanto as Forças de Suporte Rápidas quanto outras forças de segurança sudanesas, que participam da intervenção liderada pela Arábia Saudita, mataram civis e destruíram a infraestrutura, pela qual são suspeitos de crimes de guerra pela Human Rights Watch.
Em 2016-2017, possuía 40 000 membros participando da Guerra Civil do Iêmen. No final de outubro de 2019, 10 000 haviam retornado ao Sudão.

## Conflito no Sudão em 2023
Artigo principal: Conflito no Sudão em 2023
No dia 15 de abril de 2023, as Forças de Suporte Rápidas se chocaram contra o exército sudanês em Cartum com pesados confrontos e bombardeios sendo relatados por toda a capital. O conflito teve origem na disputa por poder dos dois generais que até então comandavam o Sudão. Mais tarde, a luta se espalhou por todo o país deixando centenas de mortos e milhares de feridos na sua maioria civis.